# عين أرنبية
العين الأرنبية أو شلح العين أو العرض الليلي (بالإنجليزي: Lagophthalmos) وهو عدم القدرة على إغلاق الجفن تماما مع أمض يغطي العين و طبقة رقيقة من الدموع السائلة التي تعزز البيئة الرطبة للخلايا في الجزء الخارجي للعين، هذه الدموع تغسل العين من الأجسام المضادة وتحافظ على سلامتها، وقد يؤدي انعدام هذه الدموع إلى جفاف وتقرح في العين .

## الفسيولوجيا المرضية
ينشأ العرض الليلي من خلل في العصب الوجهي ,وقد يرافقه غيبوبة بسبب نقص المقوية الدويرية عند المرضى الذين يعانون من شلل العصب الوجهي (عصب قحفي سابع) أوالأشخاص الذين يعانون من إضرابات جلدية مثل السماك .

## العلاج
قد يتم اللجوء في علاج العين الأرنبية (العرض الليلي) إلى كلٍ من سبل الرعاية الداعمة، إضافةً إلى التدخل الجراحي. وفي حال عدم القدرة على إجراء الجراحة، يجب إعطاء الدموع الاصطناعية ما لا يقل عن أربع مرات يومياً حفاظاً على طبقة الدمع. وهو ما يؤدي إلى إجراء عملية جراحية، ويمكن أن يخضع المريض لخياطة الجفن، حيث يتم خياطة العين لتصبح مغلقةً إغلاقاً جزئياً بصورةٍ مؤقتة كإجراء يكمن هدفه في حماية القرنية أكثر ريثما ينتظر المريض معتنياً بها. توجد علاجات جراحية متعددة، ولكن تتلخص إحدى الطرق الأكثر انتشاراً في تثقيل الجفن العلوي نحو الأسفل عن طريق الإدخال الجراحي لصفيحة ذهبية. ونظراً لوجود مضاعفات محتملة في التحام الجفنين العلوي والسفلي، فقد يلزم اللجوء أيضاً إلى إجراء جراحة ثانية لإحكام ورفع الجفن السفلي، وهذا من أجل التأكد من إغلاق الجفنين العلوي والسفلي وحمايتهما للقرنية حمايةً تامة.

## وصلات خارجية
- مفكرة الممارس العام,-879099837